# Steve Dorff (songwriter)
Stephen (Steve) Dorff (New York, 21 april 1949) is een Amerikaans songwriter, producer, muziekregisseur en zanger. Bekende artiesten hadden nummer 1-hits met zijn composities. Hij maakte ook filmmuziek en werd viermaal genomineerd voor een Emmy Award.

## Biografie
Dorff studeerde aan de Universiteit van Georgia in Athens en slaagde daar in 1971 voor een bachelorgraad in journalistiek. Hij trouwde tweemaal en kreeg met zijn eerste vrouw twee kinderen: Stephen die een loopbaan heeft opgebouwd als acteur en Andrew die werkte als zanger en songwriter.
Hij heeft meer dan 1000 liedjes geschreven waarvan een groot deel in het genre countrymuziek. Verschillende artiesten behaalden met zijn composities elf nummer 1-hits in Billboard-lijsten. Artiesten die zijn muziek op een plaat zetten zijn onder meer Kenny Rogers, Kenny Loggins, Jermaine Jackson,  Barbra Streisand, Whitney Houston, Dusty Springfield en Céline Dion.
Verder schreef hij geregeld soundtracks, onder meer voor Murphy Brown, The singing bee en A father's choice. Voor zijn filmcomposities werd hij viermaal genomineerd voor een Emmy Award: in 1986 (met John Bettis), in 1988 (met Bettis en Christopher Cross), in 1991 (met Gloria Sklerov) en in 1992. Ook werd hij een groot aantal malen onderscheiden met een BMI Award.
In 1988 bracht hij een muziekalbum uit als Steve Dorff & Friends en daarna was hij nog verschillende malen te horen op albums met anderen. Sinds 2009 is hij de voorman van de karaokeshow The singing bee.
- Biblioteca Nacional de España: XX4978134
- Bibliothèque nationale de France: cb14040956n (data)
- Gemeinsame Normdatei: 1019548681
- International Standard Name Identifier: 0000 0001 2280 4446
- Library of Congress Control Number: n83176158
- MusicBrainz: 4903181d-5394-4043-9d2f-258fc5d817e8
- Nationale Bibliotheek van Tsjechië: xx0102382
- Nationale Bibliotheek van Israël: 987007421975505171
- Nationale en Universitaire bibliotheek Zagreb: 000067386
- Nederlandse Thesaurus van Auteursnamen: 071369406
- Réseau des bibliothèques de Suisse occidentale: 02-A013595012
- Système universitaire de documentation: 090300343
- Virtual International Authority File: 56811270
- WorldCat: E39PBJtX98MyPmymtmMD9QDKBP